# Мортимър Плано
Мортимър „Куми“ Плано (Mortimer Planno, роден на 6 септември, 1929, Куба – починал на 6 март, 2006, Кингстън, Ямайка) е ямайски музикант от кубински произход.
Роден е в Куба в семейство на кубинец и ямайка. Още непълнолетен, се преселва с майка си в Ямайка.
Прочут барабанист и дълголетен растафари деец, той е считан сред идеологическите основатели на движението.
Най-често се свързва с това, че е бил раста учителят на Боб Марли и че е човекът, контролирал огромната тълпа при посещението на етиопския император Хайле Селасие в Ямайка през 1966 г.